# Luis Molowny Arbelo
Luis Molowny Arbelo, (Santa Cruz de Tenerife, 1925 - Las Palmas de Gran Canaria, 2010) va ser un futbolista durant les dècades de 1940 i 1950 i entrenador durant els anys 60, 70 i 80.

## Trajectòria
Format al CD Tenerife i el Marino FC, aviat va cridar l'atenció dels principals equips de la península, entre ells l'Atlètic de Madrid, el FC Barcelona i el Reial Madrid CF. Va ser aquest últim qui va aconseguir els serveis del centrecampista per unes 250.000 pessetes.
Va debutar amb el club blanc a la temporada 1946-47, a l'estadi Metropolitano de Madrid davant el FC Barcelona, marcant el gol de la victòria madridista a vuit minuts del final. Va jugar al Real Madrid durant onze temporades, retirant-se a la UD Las Palmas on va jugar una temporada.
Un cop retirat com a futbolista, va exercir de director tècnic a la UD Las Palmas. El 1960 dirigeix la categoria juvenil, proclamant-la Campiona d'Espanya. El 1967 torna a entrenar la primera plantilla del club, aconseguint la permanència a Primera divisió. Després d'aconseguir el subcampionat amb l'equip canari va presentar la seva dimissió, passant a entrenar la selecció espanyola el 1969, durant quatre partits.
El gener de 1974 va substituir Miguel Muñoz com a tècnic del Reial Madrid. Només va estar cinc mesos al capdavant de la plantilla blanca, guanyant el títol de Copa del Generalíssim 1973-74.
Va ser substituït per Miljan Miljanić, al que va reemplaçar al setembre de 1977. A la segona etapa a la banqueta madridista va guanyar una lliga espanyola, mantenint el càrrec fins al juny de 1979, quan va ser substituït per Vujadin Boškov. Al març de 1982 va tornar a la direcció tècnica de l'equip durant quatre partits.
La seva darrera etapa com a entrenador del Real Madrid va ser a l'abril de 1985, després de la dimissió d'Amancio Amaro. Es va acomiadar de la banqueta blanca després d'una temporada, guanyant la lliga 1985-96 i les Copes de la UEFA de 1985 i 1986. Fins al 1990 va ser director esportiu de l'equip madrileny, quan va decidir retirar-se definitivament i traslladar-se a la seva illa natal.
El 12 de febrer de 2010 va morir a l'Hospital Doctor Negrín de Las Palmas, on estava ingressat, amb 84 anys.

## Palmarès

### Com a futbolista
- Real Madrid
  - 2 Lligues de Primera divisió: (1953-54 i 1954-55)
  - 1 Copa d'Europa: (1955-56)
  - 1 Copa del Generalíssim: (1946-47)
  - 1 Copa Llatina: (1955)
  - 2 Petites Copes del Món: (1952 i 1956)

### Com a entrenador
- UD Las Palmas
  - 1 Subcampionat de Primera divisió: (1968-69)
- Real Madrid
  - 3 Lligues de Primera divisió: (1977-78, 1978-79 i 1985-86)
  - 2 Copes d'Espanya: (1973-74 i 1981-82)
  - 2 Copes de la UEFA: (1984-85 i 1985-86)